# Sriedniekołymsk
Sriedniekołymsk (ros. Среднеколы́мск) – miasto w Rosji, w Jakucji; ośrodek administracyjny ułusu sriedniekołymskiego.
Leży w południowej części Niziny Kołymskiej na lewym brzegu Kołymy, 80 km poniżej ujścia Sededemy; ok. 1300 km na północny wschód od Jakucka; 4 tys. mieszkańców (2005); przemysł spożywczy; przystań rzeczna; lotnisko.
Osiedle założone w 1644 roku przez Kozaków pod nazwą Jarmanka; prawa miejskie i obecna nazwa w 1775 r.; w XIX wieku miejsce zesłań.